# Серёгин, Порфирий Иовович
Порфирий Иовович Серёгин (1868—1940) — русский художник.

## Биография
Окончил Московское училище живописи, ваяния и зодчества, был дружен с И. И. Левитаном. Участник выставок художников-передвижников, член Общества художников имени И. Е. Репина. Известен преимущественно пейзажными работами, писал также и портреты.
Через свою будущую жену Марию Константиновну Руссель, преподававшую с 1885 года французский язык в московской женской гимназии Л. Ф. Ржевской, познакомился с М. П. Чеховой. Вместе с ней он не раз приезжал в Мелихово. Новый 1897 год Серёгин встречал с Чеховыми. Его имя неоднократно упоминается в письмах А. П. Чехова и дневнике П. Е. Чехова. Серёгин увлекался фотографией, благодаря этому осталось несколько запечатлённых им видов Мелихова, окрестных сёл и деревень, а также фотография Чехова.
Несколько картин Серёгина хранятся в Государственном литературно-мемориальном музее-заповеднике А. П. Чехова в Мелихове и Государственном литературном музее.